# Mark Holton
Mark Douglas Holton (Oklahoma City, 2 aprile 1958) è un attore statunitense.

## Filmografia parziale
- Pee-wee's Big Adventure, regia di Tim Burton (1985)
- Voglia di vincere (Teen Wolf), regia di Rod Daniel (1985)
- Stoogemania: i nuovi fratelli Marx (Stoogemania), regia di Chuck Workman (1986)
- Voglia di vincere 2 (Teen Wolf Too), regia di Christopher Leitch (1987)
- Una pallottola spuntata (The Naked Gun: From the Files of Police Squad!), regia di David Zucker (1988)
- Città selvaggia (Easy Wheels), regia di David O'Malley (1989)
- Ragazze vincenti (A League of Their Own), regia di Penny Marshall (1992)
- Leprechaun, regia di Mark Jones (1993)
- My Life - Questa mia vita (My Life), regia di Bruce Joel Rubin (1993)
- Piccoli campioni (Little Giants), regia di Duwayne Dunham (1994)
- Rumpelstiltskin, regia di Mark Jones (1995)
- Le avventure di Rocky e Bullwinkle (The Adventures of Rocky and Bullwinkle), regia di Des McAnuff (2000)
- Gacy, regia di Clive Saunders (2003)
- Madhouse, regia di William Butler (2004)
- L'ora della verità (Return to Sender), regia di Bille August (2004)
- Hoboken Hollow, regia di Glen Stephens (2006)
- Leprechaun Returns, regia di Steven Kostanski (2018)

## Doppiatori italiani
Nelle versioni in italiano delle opere in cui ha recitato, Rick Moranis è stato doppiato da:
- Fabrizio Vidale in Pee-wee's Big Adventure
- Ermanno Ribaudo in Una pallottola spuntata
- Pierluigi Astore in Star Trek: Deep Space Nine
- Michele D'Anca in NCIS - Unità anticrimine
- Enzo Avolio ne L'ora della verità